# Ukrzyżowanie z mnichem kartuskim
Ukrzyżowanie z mnichem kartuskim – olejny obraz anonimowego malarza niderlandzkiego z połowy XV wieku, znajdujący się w zbiorach Cleveland Museum of Art.
Obraz przedstawia scenę Ukrzyżowania Chrystusa z Najświętszą Maryją Panną i świętym Janem Apostołem. U stóp krzyża malarz umieścił postać klęczącego mnicha kartuskiego ze złożonymi rękami, wpatrującego się w osobę wiszącego Zbawiciela. Dzieło powstało najprawdopodobniej na zamówienie któregoś z klasztorów kartuzów, którzy mieli w zwyczaju posiadać w swych celach zakonnych przedstawienia Męki Pańskiej. Obraz nosi znamiona warsztatu Rogiera van der Weydena. W 2004 wypożyczono go na wystawę do Dijon.